# Dureza Knoop
O método Knoop é utilizado para a medição de dureza sobre áreas muito pequenas, micro-dureza, na qual um penetrador de diamante, com formato piramidal, é pressionado contra uma superfície devidamente polida.
A dureza Knoop é dada pela fórmula:
{\displaystyle HK={\frac {P}{A}}={\frac {P}{C_{p}L^{2}}}}

onde “P” é a carga aplicada em kgf, “A” é a área superficial de impressão em mm2, “L” é o comprimento da impressão (em mm) ao longo do maior eixo e “Cp” é um fator de correção relacionado ao formato do penetrador (idealmente 0,070279).
A carga aplicada fica entorno de 1 e 1.000 g e a impressão é medida sob microscópio.
Este método foi desenvolvido no National Bureau of Standards (hoje NIST), pelo físico e engenheiro americano Frederick Knopp e é normatizado pela ASTM D1474 (Standard Test Methods for Indentation Hardness of Organic Coatings).
Tanto a dureza Vickers como a Knoop são métodos de ensaio de micro-dureza, porém o último pode ser usado para materiais frágeis, como os cerâmicos.